# Pepita Alcácer
Josefa Alcácer Soler (19 de marzo de 1877-5 de diciembre de 1973), más conocida como Pepita Alcácer, fue una actriz y cantante española, conocida por la película Las Barracas (1925)

### Filmografía
- Las Barracas (1925)